# روبن دي كرويف
روبن دي كرويف (مواليد 5 مايو 1991) هي لاعبة كرة طائرة هولندية تلعب في نادي إيموكو فولي.